# Industriens Branchearbejdsmiljøråd

## Industriens Branchearbejdsmiljøråd (I-BAR)
Industriens Branchearbejdsmiljøråd, i daglig tale kaldet I-BAR, blev besluttet oprettet i 1998 af CO-industri og Dansk Industri til igangsættelse 1. januar 1999. I-BAR er arbejdsmarkedets parters fora for initiativer til forbedring af virksomhedernes arbejdsmiljøindsats - på industriområdet.
I-BAR består af repræsentanter fra såvel arbejdsgiverside:
- Dansk Industri (DI)
- Dansk Mode & Textil
- Lederne

som arbejdstagerside:
- CO-industri

Dansk Metal
3F Industri
HK Privat
Dansk El-Forbund
- Fødevareforbundet NNF.

Sekretariatsbetjening sker ved partssekretariaterne i hhv. Dansk Industri og CO-industri, og I-BARs aktiviteter er finansieret via finansloven.
Aktiviteterne udgør for hovedpartens vedkommende, udarbejdelse af vejledningsmaterialer og værktøjer til brug i forbindelse med virksomheders indsats for at forbedre deres arbejdsmiljøforhold.
I-BAR gennemfører endvidere hvert år formidlingsaktiviteter, hvor nye materialer udarbejdet i regi af Industriens Branchearbejdsmiljøråd præsenteres for interesserede repræsentanter fra virksomhedernes ledelser, tillids- og arbejdsmiljørepræsentanter, rådgivere, myndigheder og undervisere.